# Jane Avril

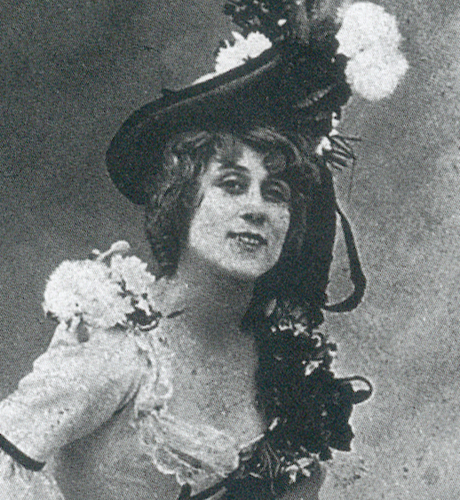
Jeanne Avril

Jane Avril, artiestennaam van Jeanne Louise Beaudon, ook wel Jane La Folle of Mélinite genaamd (Belleville, 9 juni 1868 – Parijs, 17 januari 1943) was een Frans danseres. Ze is waarschijnlijk de meest bekende cancan-danseres ooit en kreeg met name bekendheid, omdat Toulouse-Lautrec haar veelvuldig geschilderd heeft.
Ze groeide op in armoede en werd regelmatig mishandeld. Toen ze van huis wegliep heeft ze een tijd in een inrichting doorgebracht. In deze inrichting had ze haar eerste optreden als danseres.
Vanaf 1889 trad ze op in de Moulin Rouge. Ze werd een van de boegbeelden van de nachtclub. Ze stopte korte tijd om te bevallen. Ook zou ze op tournee gaan naar Londen.
In 1910 trouwde ze met Maurice Biais. Het zou een ongelukkig huwelijk worden en de twee zouden in armoede leven totdat haar man in 1926 stierf.
Avril stierf zelf in 1943 op 74-jarige leeftijd. Ze ligt begraven op het Cimetière du Père-Lachaise.

## Trivia
- Avril is een personage in de verschillende verfilmingen van Moulin Rouge.
- Avril en Louise Weber, een danseres uit dezelfde tijd, zijn altijd felle concurrenten geweest.

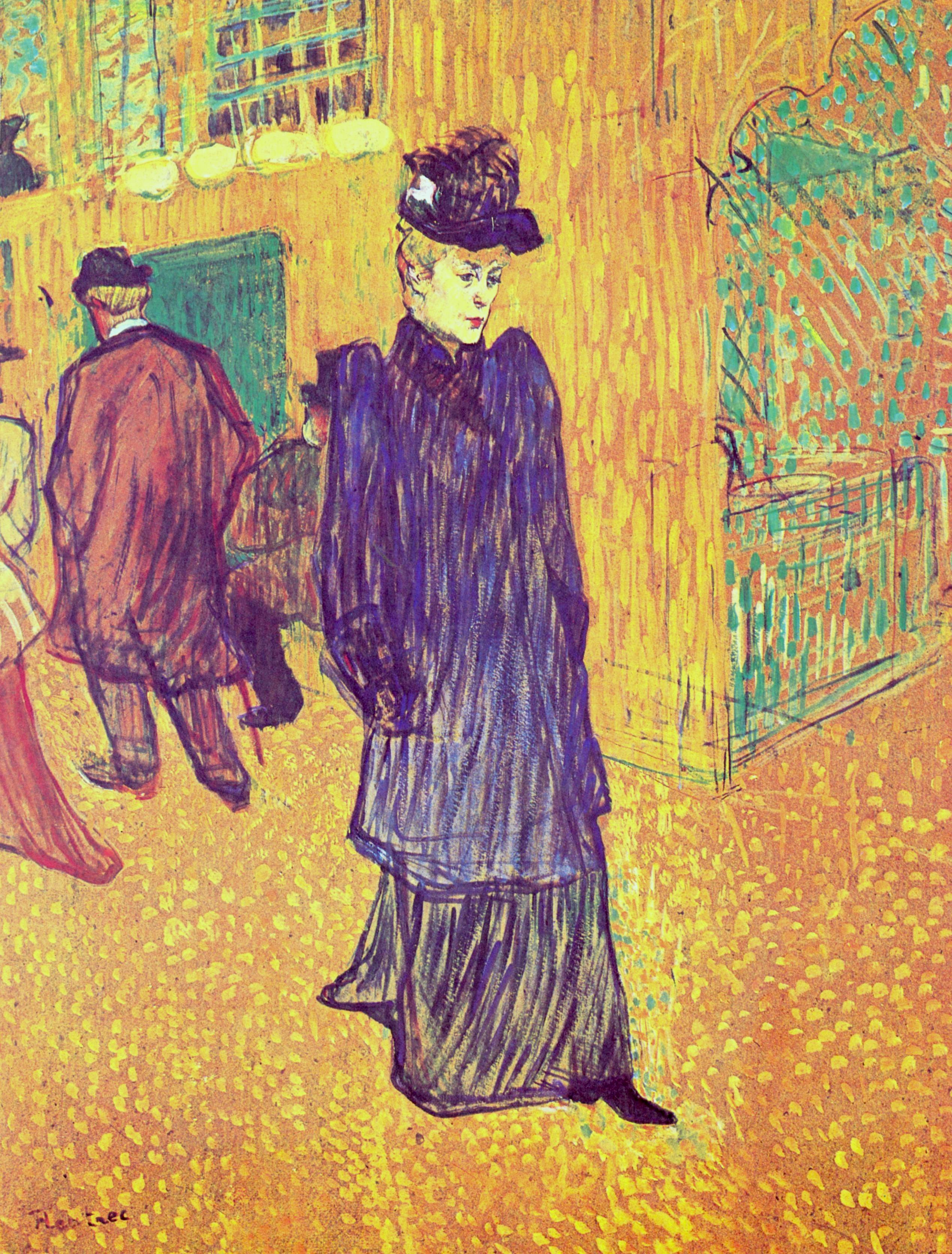
Toulouse Lautrec: Jeanne Avril verlaat de Moulin Rouge, 1892
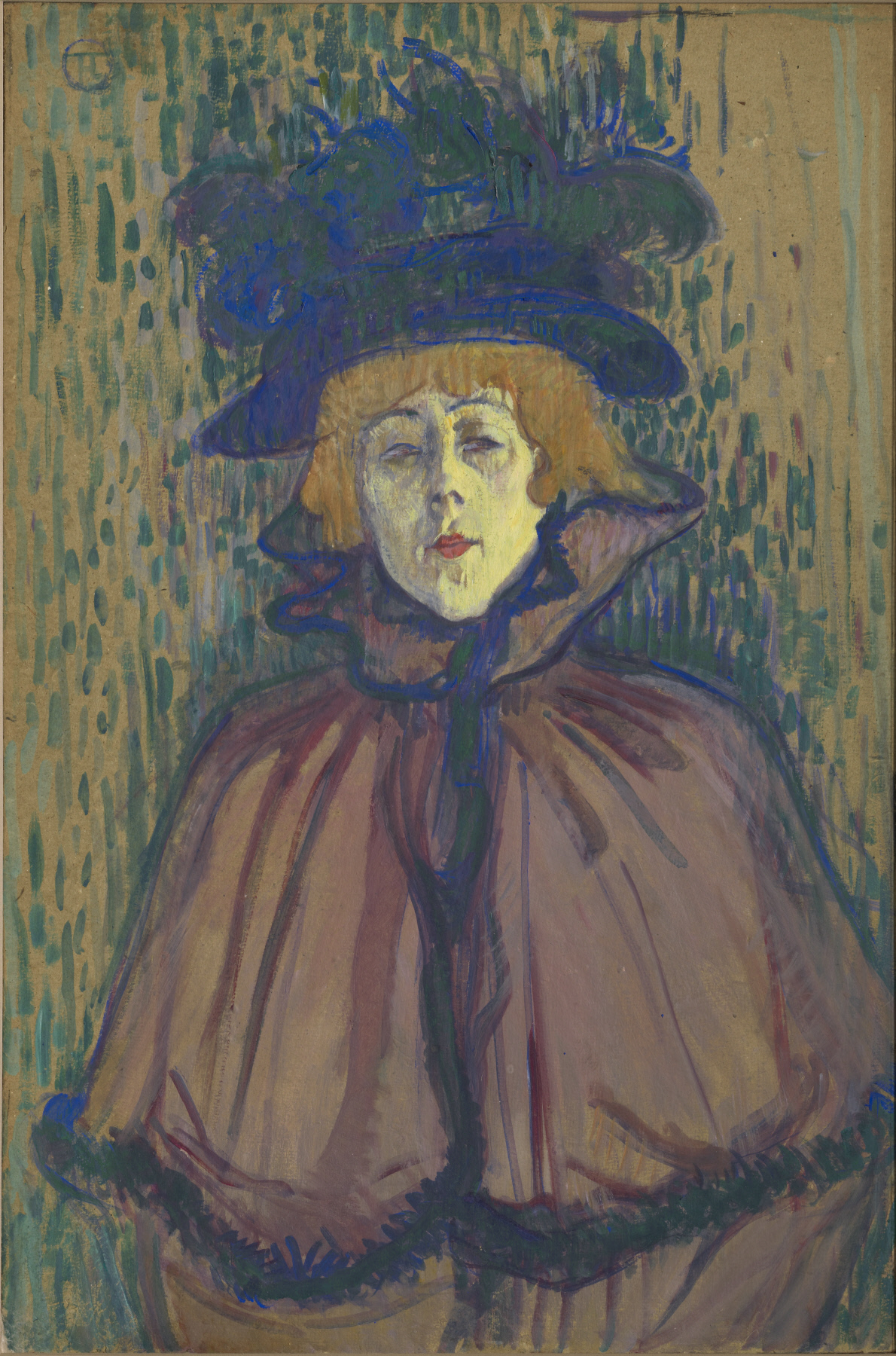
Portret Jane Avril door Henri de Toulouse-Lautrec
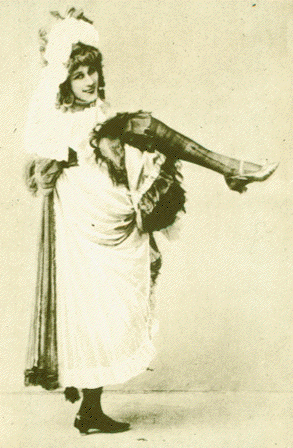
Jane Avril in 1893